# Планински једрењак
Планински једрењак (Neptis rivularis ) је дневни лептир из породице шаренаца (Nymphalidae).

## Опис
И овај лептир клизи кроз ваздух и боја крила је црна или тамносмеђа са белим шарама. Па ипак, лакше се разликује од најближег сродника обичног једрењака (Neptis sappho) него од неких лептира из рода Limenitis који такође имају једну белу пругу на задњим крилима. Распон крила је 44–50 mm.

## Распрострањење
Палеарктичка врста чији ареал сеже све до Јапана, а у Европи је има у јужном делу и појединим средњоевропским земљама. У Србији је локална и практично сви налази су из планинских подручја.

## Биологија
Може се наћи у близини шума, дуж шумских путева и потока.
Једина генерација креће средином маја и завршава средином августа. Гусеница за исхрану користи Spiraea spp., Filipendula ulmaria, Aruncus dioica.